# Яхья, Латиф
Лати́ф Я́хья (араб. لطيف يحيى‎) (род. 14 июня 1964, Багдад) — бывший иракский комбатант Ирано-иракской войны. По словам Яхья и других источников, он был двойником Удея Хусейна (старшего сына Саддама Хусейна).

## Жизнь
Латиф Яхья родился в курдской семье. Он утверждал, что во время своего обучения в школе его одноклассником был Удей Хусейн, и что другие одноклассники отмечали его сходство с Удеем.
Яхья утверждает, что он стал двойником Удея после начала Ирано-иракской войны. Он получил письмо от президента Саддама Хусейна прибыть в его дворец. По прибытии ему сообщили, что он должен стать двойником Удея, чтобы принимать публичные выступления, когда ситуации слишком опасны. Яхья первоначально отказался принять работу, и впоследствии был помещён в одиночную камеру. После этого заключения Латиф согласился стать двойником Удея. Он обучался в течение шести месяцев подражать Удею, его речи, и способам жестикуляции. Он перенес стоматологическую операцию, чтобы сделать свою внешность более похожей на Удея. Во время Иракского вторжения в Кувейт Яхья был использован в качестве морального вдохновителя для иракских войск и отправлен в Басру под видом Удея, чтобы встретиться с войсками.
Позже отношения с Удеем ухудшились. По словам Латифа, последней каплей воды стало то, что женщина Удея стала уделять больше внимания Латифу. Удей в порыве гнева выстрелил в него, ранив Латифа. Ему пришлось бежать. Он направился на север, где был пойман и заключён в тюрьму курдских повстанцев — его ошибочно приняли за Удея. Когда похитители поняли, что он не Удей, Латиф был освобождён и получил убежище в Австрии в 1992 году. Там на него было совершено покушение, после чего Латиф переехал в Лондон в 1995 году.
10 марта 1997 года, после угрозы беженцев в Норвегии, Латиф Яхья появляется в своём кабинете с канистрой бензина, выливая его на пол, угрожая всё сжечь. Латифа удалось успокоить, через полчаса он сбежал. Впоследствии он был арестован полицией. Латиф был освобождён до суда и покинул страну, переехав сначала в Германию, затем в Ирландию.
В интервью программы HARDtalk на BBC News в 2009 году Яхья называет Удея «хуже, чем психопат» и утверждает, что однажды Удей взял «красивую женщину и превратил её в едва дышащий кусок мяса». Он добавил, что женщина была убита и позднее её тело выбросили. Яхья снимался в одной из серии программы «Злоключения за границей» на канале National Geographic Channel в 2012 году.
Сейчас он занимается бизнесом, в том числе и шоу-бизнесом. Последний раз его видели в Ирландии, с женой и двумя дочерьми.
В декабре 2020 года в интервью Патрику Бет-Дэвиду для YouTube-канала Valuetainment Яхья рассказал, что получил политическое убежище в Великобритании в июне 2018.

## Претензии к Латифу Яхья
Журналист The Irish Times Эоин Батлер и журналист The Sunday Times Эд Цезар ставят под сомнение утверждения Яхья, в том числе, что он был федаем (двойником) Удея Хусейна, и отметили, что многие мероприятия Яхья со времен отъезда из Ирака в 1992 году, в том числе и его образование, не были проверены.
В марте 2007 года Батлер с интервью Яхья подчеркнул несоответствие во многих заявлениях автора. В 2011 году, как раз перед выпуском фильма «Двойник дьявола», Батлер отметил, что истории Яхья о том, что он был двойником Удея были «мягко говоря, придуманы». После интервью в 2007 бывшая жена Яхья связалась с Батлером и сказала ему, что когда она впервые встретилась с Латифом, он использовал другое имя — Халид аль-Кубаиси. После того, как они поженились, она впервые услышала от Латифа утверждение того, что он был двойником Удея, которое она поставила под сомнение.
В 2011 году Цезар брал интервью у разных людей, знавших Саддама Хусейна. Два из доверенных человека ответили, что Удей Хусейн отрицал, что он использовал двойников. Один из них сказал, что Яхья был арестован за олицетворение Удея в 1990 году, и другие подтвердили инцидент, а также то, что Яхья сделал вид Удея, чтобы забрать его женщин. Частный охранник в президентском дворце Саддама с 1989 по 2003 год также отрицал, что Удей использовал двойников. Бывший врач Саддама Хусейна и пластической хирургии в больнице «Ибн Сина» говорил, что восстановительная хирургия Яхья показала, что никогда ранее не проводилось хирургическое вмешательство. Врач также сказал, что он работал на Удея много раз, и у Удея никогда не было двойника. Бывший сотрудник ЦРУ в Ираке, который утверждал, что в то время были «друзья», которые были близки к сыновьям Хусейна, но они никогда не слышали о Яхья и не слышали от Удея, чтобы он использовал двойника. Яхья оспаривает эти претензии.

## Фильм
- Фильм «Двойник дьявола», режиссёр — Ли Тамахори. В главной роли Доминик Купер, играющий Латифа Яхья. Премьера состоялась в 2011.

## Книги
1. «Я был сыном Саддама», выпущен 1 мая 1994 года Arcade Publishing издания: 250 страниц Соавтор: Карл Вендл.
2. «Двойник дьявола», выпущен 5 июня 2003 года Arrow Books ООО Мягкая обложка: 334 страниц.
3. «Чёрная дыра», выпущен 20 ноября 2006 года издания Arcanum. Мягкая обложка: 224 страниц.